# Медисон (Пенсилванија)
Медисон (енгл. Madison) град је у америчкој савезној држави Пенсилванија.

## Демографија
По попису из 2010. године број становника је 397, што је 113 (-22,2%) становника мање него 2000. године.
| Група             | 2000.       | 2010.       |
| Белци             | 507 (99,4%) | 394 (99,2%) |
| Афроамериканци    | 0 (0,0%)    | 1 (0,3%)    |
| Азијати           | 1 (0,2%)    | 0 (0,0%)    |
| Хиспаноамериканци | 0 (0,0%)    | 2 (0,5%)    |
| Укупно            | 510         | 397         |